# Дюздже (ил)
Дюздже (тур. Düzce) — ил на северо-западе Турции.

## География
Ил Дюздже граничит с илами Сакарья, Болу и Зонгулдаком. Рядом расположен ил Бартын.
Около 25 км побережья Чёрного моря входят в его состав.
Часты землетрясения.

## История
Ил был выделен из состава ила Болу после разрушительного землетрясения в ноябре 1999 года.

## Население
Население: 314 261 жителей (2009).
Крупнейший город: Дюздже (56 тыс. в 2000 году).
Внутри страны иль носит прозвище «Объединённые нации Турции» за исключительное разнообразие этнического происхождения его жителей: турки, адыги (черкесы), абхазы, чвенебури (грузины-мусульмане), лазы, цыгане, иммигранты с Балкан, а также курды и зазаки.

## Административное деление

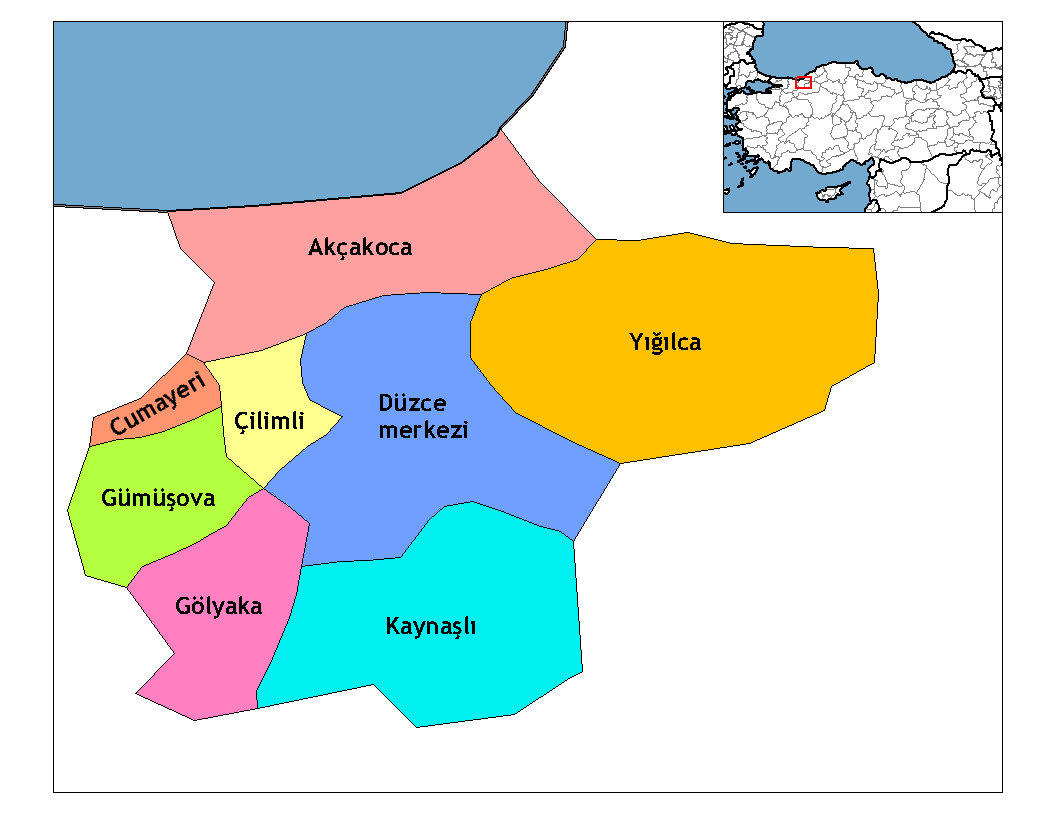

Ил Дзюдже делится на 8 Ильче:
1. Акчакоджа (Akçakoca)
2. Чилимли (Çilimli)
3. Джумаери (Cumayeri)
4. Дюздже (Düzce)
5. Гёльяка (Gölyaka)
6. Гюмюшова (Gümüşova)
7. Кайнашлы (Kaynaşlı)
8. Йыгылджа (Yığılca)